# Platba za kliknutí
Platba za kliknutí (anglicky pay-per-click, PPC) je model internetové reklamy, kde inzerent platí za kliknutí na reklamní inzerát.

## Existující PPC systémy
Celosvětově nejznámějším systémem (byť nikoli nejstarším) je zřejmě Google Ads (dříve Google AdWords). V České republice se používá Sklik od Seznam.cz. Mezi další PPC systémy patří: Facebook, Instagram, LinkedIn, Twitter, Microsoft Advertising (dříve Bing Ads), Spotify, Pinterest a další.
Podobně jako český Sklik i v zahraničí existují specifické PPC systémy, např. Yandex (ruský), Naver (jihokorejský), Baidu (čínský) apod.
V Česku byl prvním PPC systémem eTarget, který vznikl v květnu 2003. V roce 2006 rozjely své PPC systémy společnosti Centrum.cz (pod názvem adFOX) a Seznam.cz (pod názvem Sklik). Internetový portál Centrum.cz v roce 2010 oznámil ukončení provozu adFOXu a zahájil spolupráci se společností Google. Nadále využívá systém Google Ads (dříve Google AdWords). Poslední novinkou,[kdy?] jež odstartovala v listopadu 2012, je mClick, který se zaměřuje zejména na kontextovou PPC reklamu. Ten je ale od roku 2013 nefunkční, protože nevyplácel provize publisherům. Od roku 2017 se v Česku rozjela nová reklamní síť adklix.
Mezi další známé PPC systémy patří například intextová reklama od Internet BillBoard. Tato firma v roce 2008 převzala od společnosti Etarget reklamní systém NewLinx, který ukončila v březnu roku 2009. Textovou reklamu zpoplatněnou za klik poskytuje rovněž Elephant Orchestra se svým nástrojem Elephant Traffic. Internetovou reklamu v režimu PPC ale nabízí i mnoho dalších, menších reklamních systémů.

## Jak spravovat PPC reklamu
PPC reklamu si může spravovat každý sám po registraci v PPC systému. Systém lze spravovat pomocí webového rozhraní a v případě Google Ads také pomocí speciálního bezplatného programu s názvem Google Ads Editor. Provozovatelé systémů se snaží uživatele různým způsobem vzdělávat, aby pomocí svých kampaní dosahovali lepších výsledků. Google Ads například poskytuje bezplatnou platformu Skillshop nebo zveřejňuje videa ve svém kanálu na YouTube. Portál Seznam.cz vzdělává své uživatele skrze Sklik Akademii a svůj blog, kde zveřejňuje příspěvky i výuková videa, má propracovanou nápovědu a nabízí také prezenční kurzy.
Kampaně je možné také svěřit specializovaným firmám nebo jednotlivcům. Výše poplatků není běžně veřejná. V roce 2010 byl proveden test podmínek 40 jednotlivých agentur. Jeho výsledky (včetně cenových nabídek) byly pak zveřejněny na blogu. Zveřejnění testu však vedlo k žalobě jedné z agentur, společnosti Sun Marketing, na autora testu. Žaloba byla později stažena. Svěření kampaně externí firmě nebo konzultantovi však vyžaduje zvláštní opatrnost.
Při výběru agentury nebo jednotlivce je možné přihlédnout ke složeným zkouškám. Například Google Ads poskytuje agenturám i jednotlivcům certifikace. Sklik svou certifikaci spustil na konci roku 2014, získání certifikace je podmíněno splněním kvantitativních i kvalitativních podmínek.

## Další modely platby
Kromě platby za proklik (CPC) je možné za reklamu platit i jinými modely. Jednak klasickou platbou za počet zobrazení (PPV – pay per view, CPM – cost per mille, CPT – cost per thousand, CPI – cost per impression) a pevnou cenou za zobrazení v daném čase na daném místě (flat rate), ale i komplikovanějšími modely, jako je platba za nějakou akci či až prodej uskutečněný díky reklamě (CPA – cost per acquisition/action, CPL – cost per lead, CPS – cost per sale).
Mezi další modely platby na internetu (tj. nejen platby za reklamu a marketing) patří pay as you go (souhrnná platba za uskutečněná vyhledání, zobrazení, kliknutí, stažení souborů atd. v rámci jednoho uživatelského vstupu – např. do placené databáze apod.), pay per day (platba za den, např. za využívání nějaké služby nebo získání výhody v rámci této služby, třeba umělé zvýšení pozice webu ve výsledcích vyhledávání vyhledávačem na dobu jednoho dne), pay per post (platba za reklamní příspěvek nebo článek, neboli uskutečněnou zakázku v rámci pay per post systémů) aj.

## Výhody PPC reklamy
Mezi výhody PPC reklamy patří:
- přesné cílení na potenciální klienty (pomocí klíčových slov, regionální cílení, mikrocílení, …)
- inzerent si sám určuje výši rozpočtu na reklamy
- výsledky ihned po spuštění
- flexibilní – strategie na míru, možné promo dočasných slev a akcí, okamžité reakce na změny
- zvyšuje povědomí o značce
- měřitelné výsledky

## Nevýhody PPC
Mezi nevýhody PPC oproti SEO patří:
- Krátkodobá povaha a vysoké náklady PPC: po ukončení plateb na kliknutí se reklamy přestanou zobrazovat
- Méně důvěryhodné PPC reklamy: Reklamy jsou často vnímány jako méně důvěryhodné než organické výsledky, což může vést k nižší míře prokliků a zapojení uživatelů
- Budování důvěry a autority SEO: Dobře optimalizovaný obsah pro SEO může budovat důvěru a autoritu, což vede k vyšší loajalitě a lepšímu dlouhodobému vztahu se zákazníky